# 皇室経済法施行法
皇室経済法施行法（こうしつけいざいほうしこうほう、昭和22年10月2日法律第113号）は、内廷費および皇族費に関する定額その他皇室経済法の施行に必要な事項を定めることに関する日本の法律である（法施行法1条）。

## 内容
- 第2条第4号の「一定価額」とは、天皇及び内廷皇族（皇后・太皇太后・皇太后・皇太子・皇太子妃・皇太孫・皇太孫妃及び内廷にあるその他の皇族）については、賜与の価額は1800万円・譲受の価額は600万円、その他の皇族については、賜与及び譲受の価額は、それぞれ160万円（「成年に達しない皇族」は35万円）(法施行法第2条)。
- 内廷費は3億2400万円(法施行法第7条)。
- 皇族費の定額は3050万円(法施行法第8条)。
- 第9条・第10条は国会の議決を要することなどその他の手続きについて定めている。